# Слово пацана. Кримінальний Татарстан 1970—2010-х
«Слово пацана. Кримінальний Татарстан 1970—2010-х» (рос. Слово пацана. Криминальный Татарстан 1970—2010-х) — документальна книга російського журналіста Роберта Гараєва про казанський феномен вуличних банд. Вперше опублікована 2020 року. Лягла в основу російського художнього серіалу «Слово пацана. Кров на асфальті», що вийшов на екрани наприкінці 2023 року.

## Вміст
Книга Гараєва присвячена «казанському феномену» — культурі молодіжних банд, яка відігравала важливу роль у житті Казані пізньорадянської доби. Її автор сам перебував в одному з угруповань на рубежі 1980-х — 1990-х років і тому міг спиратися в тому числі на власний досвід. Гараєв ділить історію «казанського феномена» на три фази. В першій фазі культура банд починала формуватись; друга фаза — розквіт першої половини 90-х, коли казанці могли частково контролювати Москву і Санкт-Петербург; третя — формування нового кримінального покоління після того, як «авторитети» 90-х з різних причин відійшли від справ .

## Сприйняття та значення
Книга лягла в основу російського серіалу «Слово пацана. Кров на асфальті», що вийшов на екрани наприкінці 2023 року. У Росії серіал став дуже популярним. Серіал також здобув популярність серед української аудиторії.